# Trường Đại học Kinh tế – Luật, Đại học Quốc gia Thành phố Hồ Chí Minh
Trường Đại học Kinh tế – Luật (tiếng Anh: University of Economics and Law – UEL) là trường đại học đào tạo và nghiên cứu khối ngành kinh tế, kinh doanh và luật hàng đầu Việt Nam nói chung và tại khu vực phía Nam nói riêng, được xếp vào nhóm trường đại học trọng điểm quốc gia Việt Nam. Tiền thân của Trường là Khoa Kinh tế thuộc Đại học Quốc gia Thành phố Hồ Chí Minh (ĐHQG-HCM). Trường đã đạt được nhiều thành tựu trong đào tạo, nghiên cứu khoa học và phục vụ cộng đồng, trở thành một trong những cơ sở giáo dục đại học có điểm đầu vào cao nhất tại khu vực phía Nam đối với lĩnh vực kinh tế, kinh doanh và luật.

## Lịch sử hình thành và phát triển

### Khoa Kinh tế
Ngày 9 tháng 7 năm 1996, theo Quyết định số 2819/GD-ĐT của Bộ trưởng Bộ Giáo dục và Đào tạo, trên cơ sở hợp nhất 3 trường đại học đào tạo lĩnh vực Kinh tế lúc bấy giờ (Trường Đại học Kinh tế Thành phố Hồ Chí Minh (cũ), Đại học Tài chính Kế toán Thành phố Hồ Chí Minh và Khoa Kinh tế thuộc trường Đại học Tổng hợp Thành phố Hồ Chí Minh), Trường Đại học Kinh tế trực thuộc ĐHQG-HCM được thành lập. Năm 2001, theo Quyết định số 15/2001/QĐ-TTg của Thủ tướng Chính phủ Phan Văn Khải về việc tổ chức lại 2 hệ thống Đại học Quốc gia ở Hà Nội và TP.HCM, một số trường Đại học thành viên trực thuộc ĐHQG-HCM trước đây được tách ra hoạt động độc lập và chỉ trực Bộ Giáo dục và Đào tạo.
Ngày 10 tháng 10 năm 2000, Thủ tướng Chính phủ ban hành Quyết định 118/2000/QĐ-TTg, chính thức tách Trường Đại học Kinh tế ra khỏi hệ thống các trường thành viên của ĐHQG-HCM và thành lập Trường Đại học Kinh tế TP.HCM trực thuộc Bộ Giáo dục và Đào tạo. Đến ngày 6 tháng 11 năm 2000, Giám đốc ĐHQG-HCM ban hành Quyết định số 441/QĐ-ĐHQG-TCCB về việc thành lập Khoa Kinh tế trực thuộc ĐHQG-HCM nhằm kế thừa và tiếp tục thực hiện các nhiệm vụ nghiên cứu, đào tạo lĩnh vực Kinh tế của Trường Đại học Kinh tế - ĐHQG-HCM (cũ). Khoa Kinh tế ĐHQG-HCM chính thức tuyển sinh đại học hệ chính quy khóa đầu tiên vào năm 2001 với 3 ngành: Kinh tế học, Kinh tế công cộng và Kinh tế đối ngoại. Năm 2002, Khoa Kinh tế ĐHQG-HCM mở 2 ngành đào tạo mới là Tài chính – Ngân hàng và Kế toán – Kiểm toán. Năm 2004, Khoa Kinh tế ĐHQG-HCM chuyển từ hình thức đào tạo niên chế sang đào tạo theo học chế tín chỉ và tuyển sinh khóa đầu tiên ngành Luật kinh doanh, Hệ thống thông tin quản lý (tiền đề cho việc đào tạo lĩnh vực luật và quản lý của Trường). Trụ sở hoạt động của Khoa đặt tại Nhà điều hành ĐHQG TP.HCM (Linh Trung, Thủ Đức) và trong khuôn viên cơ sở Nguyễn Văn Cừ của trường Đại học Khoa học Tự nhiên (Quận 5).

### Trường Đại học Kinh tế - Luật
Ngày 24 tháng 3 năm 2010, theo Quyết định số 377/QĐ-TTg của Thủ tướng Chính phủ, Trường Đại học Kinh tế - Luật được thành lập trên cơ sở Khoa Kinh tế trực thuộc ĐHQG-HCM, đồng thời mở rộng lĩnh vực hoạt động, nghiên cứu và đào tạo từ Kinh tế thành Kinh tế, kinh doanh và luật. Việc thành lập Trường Đại học Kinh tế - Luật có ý nghĩa quan trọng trong việc thực hiện mục tiêu xây dựng và phát triển ĐHQG-HCM thành trung tâm đào tạo đại học, sau đại học và nghiên cứu khoa học công nghệ đa ngành, đa lĩnh vực chất lượng cao, đạt trình độ tiên tiến, làm nòng cốt trong hệ thống giáo dục đại học, đáp ứng nhu cầu phát triển kinh tế - xã hội của đất nước và hội nhập quốc tế.
Tháng 7 năm 2010, theo Quyết định của Hiệu trưởng Trường Đại học Kinh tế - Luật, ĐHQG-HCM lần lượt 7 Khoa đào tạo được thành lập trên cơ sở các Bộ môn sẵn có, cụ thể như sau:
- Khoa Kinh tế được nâng cấp từ nền tảng của Khoa Kinh tế ĐHQG và Bộ môn Kinh tế học (thành lập năm 2000)
- Khoa Kinh tế đối ngoại được nâng cấp từ Bộ môn Kinh tế đối ngoại (thành lập năm 2001)
- Khoa Tài chính - Ngân hàng được nâng cấp từ Bộ môn Tài chính - Ngân hàng (thành lập năm 2002)
- Khoa Kế toán - Kiểm toán được nâng cấp từ Bộ môn Kế toán - Kiểm toán (thành lập năm 2002)
- Khoa Hệ thống thông tin được nâng cấp từ Bộ môn Tin học quản lý (thành lập năm 2003)
- Khoa Quản trị kinh doanh được nâng cấp từ Bộ môn Quản trị kinh doanh (thành lập năm 2006)
- Khoa Luật được nâng cấp từ Bộ môn Luật (thành lập năm 2002)

Năm 2013, Khoa Luật kinh tế được thành lập trên cơ sở tái cấu trúc và chia tách Bộ môn Luật kinh tế từ Khoa Luật
Năm 2019, Khoa Toán kinh tế được thành lập trên cơ sở nâng cấp Bộ môn Toán kinh tế (thành lập năm 2008)
Tính đến năm 2023, Trường có 11 đơn vị đào tạo (trong đó có 9 khoa chuyên môn và 2 viện), 12 đơn vị quản lý, 2 đơn vị khoa học công nghệ, 3 đơn vị phục vụ đào tạo & khoa học công nghệ cùng 5 tổ chức chính trị - xã hội.

### Sáp nhập Khoa Chính trị - Hành chính (Đại học Quốc gia TP.HCM)
Khoa Chính trị - Hành chính là đơn vị trực thuộc Đại học Quốc gia TP.HCM, được thành lập vào năm 2019 trên cơ sở nâng cấp từ Trung tâm Lý luận Chính trị Đại học Quốc gia TP.HCM, được giao chuyên trách nhiệm vụ nghiên cứu, đào tạo và xuất bản các ấn phẩm thuộc lĩnh vực Khoa học Chính trị, Kinh tế Chính trị, Hành chính công, Quản lý nhà nước,... Khoa chính thức tuyển sinh khóa đầu tiên vào năm 2021 với 61 sinh viên chương trình Quản lý Công. Các năm 2022 và 2023 sau đó, trung bình khoa tuyển được 50-60 sinh viên cho mỗi khóa tuyển sinh. Dự kiến khi hoàn thành chương trình, sinh viên được cấp bằng Cử nhân Quản lý công do Trưởng khoa Chính trị - Hành chính phê duyệt, Giám đốc Đại học Quốc gia TP.HCM cấp bằng.
Năm 2023, sau 3 khóa tuyển sinh dưới tư cách pháp nhân riêng, Khoa Chính trị - Hành chính được Giám đốc Đại học Quốc gia TP.HCM ký quyết định sáp nhập vào Trường Đại học Kinh tế - Luật. Theo đó, kể từ ngày 1/10/2023, Đại học Quốc gia TP.HCM giao cho Ban Giám hiệu Trường Đại học Kinh tế - Luật, Ban Chủ nhiệm Khoa Chính trị - Hành chính và các phòng, ban, đơn vị trực thuộc có liên quan thực hiện công tác sáp nhập, tiếp nhận toàn bộ Khoa Chính trị - Hành chính về Trường Đại học Kinh tế - Luật, hoạt động với tư cách Bộ môn Quản lý công thuộc Khoa Quản trị Kinh doanh UEL. Toàn bộ sinh viên, giảng viên và CB/CNV của Khoa Chính trị - Hành chính tiếp tục học tập, nghiên cứu và lao động bình thường với quyền lợi được đảm bảo ở mức tương đương hoặc cao hơn. Các sinh viên từ Khóa 2021 đến 2023 của Khoa Chính trị - Hành chính khi hoàn thành chương trình đào tạo sẽ được cấp bằng Cử nhân Quản lý công do Hiệu trưởng trường Đại học Kinh tế - Luật cấp bằng với giá trị tương đương như sinh viên chính quy thuộc UEL.

## Sứ mệnh, tầm nhìn, giá trị cốt lõi và triết lý giáo dục
Sứ mệnh: Thúc đẩy sự phát triển và tiến bộ xã hội thông qua nghiên cứu, đào tạo và cung ứng dịch vụ chất lượng cao trong lĩnh vực kinh tế, kinh doanh và luật.
Tầm nhìn: Đến năm 2035, Trường Đại học Kinh tế - Luật, ĐHQG-HCM trở thành:
- Trường đại học định hướng nghiên cứu trong kỷ nguyên số.
- Cơ sở đào tạo đạt chuẩn quốc tế, được xếp hạng trong số các trường đại học có uy tín, người học có tầm nhìn chiến lược và tư duy sáng tạo, đủ năng lực làm việc trong môi trường toàn cầu.
- Một trong những trung tâm nghiên cứu khoa học và tư vấn chính sách hàng đầu Việt Nam trong lĩnh vực kinh tế, kinh doanh và luật.

Giá trị cốt lõi: Thống nhất – Vượt trội – Tiên phong
Triết lý giáo dục: Kiến tạo tri thức, định hình tương lai

## Lãnh đạo nhà trường qua các thời kỳ

### Hiệu trưởng
| TT | Nhiệm kỳ | Nhiệm kỳ | Hiệu trưởng          | Học hàm/Học vị | Chức vụ                                                                     | Chức vụ                       |
| TT | Từ       | Đến      | Hiệu trưởng          | Học hàm/Học vị | Trước nhiệm kỳ                                                              | Sau nhiệm kỳ                  |
| -- | -------- | -------- | -------------------- | -------------- | --------------------------------------------------------------------------- | ----------------------------- |
| 1  | 2000     | 2011     | Nguyễn Văn Luân      | Phó Giáo sư    | Trưởng khoa Kinh tế học, Trường Đại học Kinh tế - ĐHQG TP.HCM (cũ)          | Giảng viên chính Khoa Kinh tế |
| 2  | 2011     | 2022     | Nguyễn Tiến Dũng     | Phó Giáo sư    | - Chánh Văn phòng ĐHQG TP.HCM (2007 - 2010) - Phó Hiệu trưởng (2010 - 2011) | Giảng viên chính Khoa Kinh tế |
| 3  | 2022     | nay      | Hoàng Công Gia Khánh | Phó Giáo sư    | Phó Hiệu trưởng, Giảng viên chính Khoa Tài chính Ngân hàng                  | -                             |

### Phó Hiệu trưởng
| TT | Nhiệm kỳ | Nhiệm kỳ | Hiệu phó             | Học hàm/Học vị | Chức vụ | Chức vụ                                             |
| TT | Từ       | Đến      | Hiệu phó             | Học hàm/Học vị | Trước nhiệm kỳ | Sau nhiệm kỳ                                        |
| -- | -------- | -------- | -------------------- | -------------- | --- | --------------------------------------------------- |
| 1  | 2001     | 2007     | Nguyễn Tiến Dũng     | Phó Giáo sư    | Giảng viên | Chánh Văn phòng ĐHQG TP.HCM                         |
| 2  | 2008     | 2010     | Nguyễn Ngọc Điện     | Phó Giáo sư    | Trưởng Khoa Luật, Trường ĐH Cần Thơ                                                                                                 | Phó Hiệu trưởng                                     |
| 3  | 2010     | 2011     | Nguyễn Tiến Dũng     | Phó Giáo sư    | Chánh Văn phòng ĐHQG TP.HCM | Hiệu trưởng                                         |
| 4  | 2011     | 2019     | Nguyễn Ngọc Điện     | Phó Giáo sư    | | Hiệu trưởng Trường Đại học Hoa Sen                  |
| 5  | 2011     | 2013     | Nguyễn Văn Trình     | Phó Giáo sư    | Giảng viên | Phó Giám đốc Học viện Cán bộ TP.HCM                 |
| 6  | 2013     | 2022     | Hoàng Công Gia Khánh | Phó Giáo sư    | Trưởng Khoa Tài chính - Ngân hàng                                                                                                   | Hiệu trưởng                                         |
| 7  | 2013     | 2019     | Lê Tuấn Lộc          | Phó Giáo sư    | Trưởng Khoa Kinh tế Đối ngoại | Chủ tịch Hội đồng Trường, Bí thư Đảng ủy            |
| 8  | 2019     | nay      | Lê Vũ Nam            | Phó Giáo sư    | - Trưởng phòng Nghiên cứu và Phát triển thị trường, Sở Giao dịch chứng khoán TP. HCM (2000 - 2006) - Trưởng Khoa Luật (2010 - 2019) |                                                     |
| 9  | 2021     | 2025     | Huỳnh Thị Thúy Giang | Phó Giáo sư    | Trưởng Khoa Kinh tế Đối ngoại | Phó Trưởng ban - Ban Công tác Sinh viên ĐHQG TP.HCM |
| 10 | 2024     | nay      | Trần Thanh Long      | Tiến sĩ        | Trưởng phòng Quản lý Tài sản |                                                     |

## Cơ cấu tổ chức

### Hội đồng trường
Hội đồng trường Trường Đại học Kinh tế - Luật, ĐHQG-HCM nhiệm kỳ 2020 - 2025 gồm 25 thành viên, bao gồm lãnh đạo, giảng viên, nghiên cứu viên cao cấp đến từ các phòng, ban, viện trực thuộc, chuyên gia quốc tế, đại diện lãnh đạo cấp ĐHQG, cấp Trung ương và đại diện doanh nghiệp, đối tác hợp tác. Chủ tịch Hội đồng trường hiện tại là PGS. TS Lê Tuấn Lộc.

### Các đơn vị đào tạo
Trường hiện có 9 Khoa trực thuộc, phụ trách quản lý chương trình và trực tiếp thực hiện công tác đào tạo sinh viên, học viên, nghiên cứu sinh các bậc học:
| STT | Khoa                       | Tên giao dịch tiếng Anh                     | Tên giao dịch viết tắt |
| --- | -------------------------- | ------------------------------------------- | ---------------------- |
| 1   | Khoa Kinh tế               | Faculty of Economics                        | ECO                    |
| 2   | Khoa Kinh tế đối ngoại     | Faculty of International Economic Relations | IER                    |
| 3   | Khoa Quản trị kinh doanh   | Faculty of Business Administration          | FBA                    |
| 4   | Khoa Tài chính - Ngân hàng | Faculty of Finance and Banking              | FB                     |
| 5   | Khoa Kế toán - Kiểm toán   | Faculty of Accounting and Auditing          | A&A                    |
| 6   | Khoa Hệ thống thông tin    | Faculty of Business Information Systems     | FIS                    |
| 7   | Khoa Toán Kinh tế          | Faculty of Economic Maths                   | ECOMA                  |
| 8   | Khoa Luật                  | Faculty of Laws                             | FLaws                  |
| 9   | Khoa Luật Kinh tế          | Faculty of Economic Laws                    | LUKITE/ECOLAWS         |

Ngoài 9 khoa kể tên, UEL có 2 đơn vị chuyên trách các chương trình đào tạo đặc biệt bao gồm Viện Quốc tế (iUEL) và Viện Đào tạo Ngoại ngữ (IFL) đều được thành lập vào năm 2022. Viện Quốc tế iUEL được thành lập trên cơ sở tách Trung tâm đào tạo quốc tế thuộc phòng Hợp tác - Phát triển thành đơn vị độc lập, phụ trách các chương trình đào tạo liên kết quốc tế với các đối tác từ Pháp và Anh Quốc. Viện Đào tạo Ngoại ngữ (IFL) là đơn vị phụ trách các chương trình đào tạo ngoại ngữ, tổ chức sát hạch và đảm bảo chất lượng trình độ ngoại ngữ đầu vào cho sinh viên UEL chính quy, được thành lập trên cơ sở tái cơ cấu và nâng cấp từ Trung tâm Đào tạo Ngoại ngữ - Tin học (CIFL).

## Đào tạo[16]
Các chương trình đào tạo chính quy
| Chương trình đào tạo                                            | Văn bằng                   | CỬ NHÂN | THẠC SĨ | TIẾN SĨ |
| Kinh tế học                                                     | Kinh tế                    | *       | *       | *       |
| Kinh tế và Quản lý công                                         | Kinh tế                    | *       | *       |         |
| Kinh tế chính trị                                               | Kinh tế chính trị          |         | *       | *       |
| Kinh tế quốc tế                                                 | Kinh tế quốc tế            |         | *       |         |
| Kinh tế đối ngoại                                               | Kinh tế quốc tế            | *       |         |         |
| Logistics và Quản trị Chuỗi cung ứng (Dự kiến tuyển sinh: 2025) | Kinh tế quốc tế            | *       | *       |         |
| Toán ứng dụng trong Kinh tế, Quản trị và Tài chính              | Toán Kinh tế               | *       |         |         |
| Phân tích dữ liệu                                               | Toán Kinh tế               | *       |         |         |
| Quản trị kinh doanh                                             | Quản trị Kinh doanh        | *       | *       | *       |
| Quản trị du lịch và lữ hành                                     | Quản trị Kinh doanh        | *       |         |         |
| Marketing                                                       | Marketing                  | *       |         |         |
| Digital Marketing                                               | Marketing                  | *       |         |         |
| Kinh doanh quốc tế                                              | Kinh doanh quốc tế         | *       |         |         |
| Thương mại điện tử                                              | Thương mại điện tử         | *       |         |         |
| Tài chính - Ngân hàng                                           | Tài chính Ngân hàng        | *       | *       | *       |
| Công nghệ tài chính                                             | Tài chính Ngân hàng        | *       |         |         |
| Kế toán                                                         | Kế toán                    | *       | *       |         |
| Kiểm toán                                                       | Kiểm toán                  | *       |         |         |
| Hệ thống thông tin quản lý                                      | Hệ thống Thông tin Quản lý | *       |         |         |
| Kinh doanh số và Trí tuệ nhân tạo                               | Hệ thống Thông tin Quản lý | *       |         |         |
| Luật dân sự                                                     | Luật                       | *       |         |         |
| Luật Tài chính - Ngân hàng                                      | Luật                       | *       |         |         |
| Luật và Chính sách công                                         | Luật                       | *       |         |         |
| Luật Kinh tế                                                    | Luật Kinh tế               |         | *       | *       |
| Luật Kinh doanh                                                 | Luật Kinh tế               | *       |         |         |
| Luật Thương mại quốc tế                                         | Luật Kinh tế               | *       |         |         |
| Luật Dân sự và tố tụng dân sự                                   | Luật Kinh tế               |         | *       | *       |

Chi tiết về các ngành đào tạo liên kết với đối tác nước ngoài
| Ngành đào tạo                 | Bậc đào tạo | Đơn vị liên kết                      | Quốc gia       |
| Kinh doanh quốc tế            | Cử nhân     | University of Gloucestershire (UoG)  | Vương quốc Anh |
| Quản trị kinh doanh           | Cử nhân     | University of Gloucestershire (UoG)  | Vương quốc Anh |
| Kinh doanh quốc tế            | Cử nhân     | Birmingham City University (BCU)     | Vương quốc Anh |
| Luật Dân sự                   | Thạc sĩ     | Université Paris 1 Panthéon-Sorbonne | Pháp           |
| Luật Dân sự                   | Thạc sĩ     | Université Paris II Panthéon-Assas   | Pháp           |
| Luật Kinh doanh Pháp – châu Á | Thạc sĩ     | Université Paris II Panthéon-Assas   | Pháp           |
| Quản trị kinh doanh           | Thạc sĩ     | Birmingham City University (BCU)     | Vương quốc Anh |

## Cơ sở vật chất
| Cơ sở              | Địa chỉ | Đối tượng sử dụng                                                                                 | Cơ sở vật chất |
| Cơ sở Thủ Đức      | 669 Đỗ Mười, Khu phố 3, phường Linh Xuân, TP. Thủ Đức                                                          | Viên chức – người lao động và sinh viên hệ đại học chính quy                                      | · Tòa nhà A1: Tòa nhà học tập và điều hành · Tòa nhà B1: Tòa nhà học tập · Tòa nhà B2: Tòa nhà Thư viện và Văn phòng các Khoa/Bộ môn · Căn tin lớn · Vườn tượng danh nhân · Khu vực cảnh quan Hồ Kim cương · Khu tập luyện thể dục thể thao · Khu vực nhà xe |
| Cơ sở Quận 1       | Trường Chính sách Công và Quản lý Nông thôn, 45 Đinh Tiên Hoàng, phường Bến Nghé, Quận 1                       | Nghiên cứu sinh, học viên cao học hệ chính quy và học viên cao học, sinh viên hệ liên kết quốc tế | |
| Các cơ sở liên kết | UBND các tỉnh có liên kết đào tạo với ĐHQG TP.HCM: Bình Dương, Đồng Nai, Vĩnh Long, Phân hiệu ĐHQG tại Bến Tre | Sinh viên hệ VB2, hệ vừa học vừa làm                                                              | |

## Kiểm định và xếp hạng
- 100% các chương trình đào tạo đại học chính quy đã được kiểm định
- 70% chương trình đào tạo đã được kiểm định AUN-QA của Mạng lưới các trường đại học Đông Nam Á
- Chương trình đào tạo ngành Tài chính – Ngân hàng được xếp hạng 5 sao nghiên cứu theo UPM, là chương trình đào tạo theo định hướng nghiên cứu được xếp hạng cao nhất trong tất cả các chương trình đào tạo được UPM xếp hạng
- Nhóm ngành Kinh doanh – Kinh tế của ĐHQG-HCM thuộc Top 801+ theo Bảng xếp hạng THE World University Rankings by Subjects 2023
- Nhóm ngành Kinh doanh – Kinh tế của ĐHQG-HCM thuộc Top 601+ theo Bảng xếp hạng THE World University Ranking by Subject 2020

## Thành tích
- Huân chương Lao động hạng Ba năm 2007
- Huân chương Lao động hạng Nhì năm 2015
- Huân chương Lao động hạng Nhất năm 2021

## Hoạt động sinh viên
Trường Đại học Kinh tế - Luật, ĐHQG-HCM là đơn vị có hoạt động sinh viên sôi nổi trong khối ĐHQG-HCM nói riêng và khu vực phía Nam nói chung. Bên cạnh Đoàn Thanh niên và Hội Sinh viên, Trường còn có hơn 30 câu lạc bộ, đội nhóm phụ trách các hoạt động chăm sóc tinh thần và rèn luyện kỹ năng cho đoàn viên thanh niên, sinh viên của Trường. Một số sự kiện, hoạt động sinh viên nổi bật của UEL:
- Chiến dịch Xuân tình nguyện
- Chiến dịch Mùa hè xanh
- Chiến dịch Tiếp sức mùa thi
- Wapa Challenging: Cuộc thi học thuật thường niên về kiến thức Kế toán - Kiểm toán do WAPA Club tổ chức
- Sàn giao dịch Chứng khoán ảo FESE: Sân chơi giả lập trong lĩnh vực Đầu tư và Chứng khoán ảo dành cho sinh viên toàn quốc
- Chiến lược xuyên biên giới: Cuộc thi học thuật thường niên về kiến thức Kinh doanh quốc tế - Kinh tế đối ngoại do IBC Club tổ chức
- Khởi nghiệp Kinh doanh: Cuộc thi khởi nghiệp thường niên dành cho sinh viên toàn quốc do CLB Tiềm năng Quản trị (GPA) tổ chức

## Cựu sinh viên/Học viên tiêu biểu
- Võ Văn Minh: Chủ tịch UBND tỉnh Bình Dương nhiệm kỳ 2021-2026
- Bùi Tá Hoàng Vũ: Giám đốc Sở Công thương TP.HCM
- Vũ Anh Khoa: Bí thư Đảng ủy Liên hiệp Hợp tác xã Thương mại TP.HCM (Saigon Co.op) nhiệm kỳ 2020-2025
- Nguyễn Cảnh Thịnh: Giám đốc điều hành khối Khách hàng cá nhân Công ty CP Chứng khoán TP.HCM (HSC)
- Dương Thị Nữ: Giám đốc cấp cao Bộ phận Dịch vụ đảm bảo Công ty TNHH Ernst & Young Việt Nam
- Trần Đặng Đăng Khoa: Người Việt đầu tiên đi xe máy vòng quanh thế giới
- Trương Thoại Yến: Quản lý Marketing cấp cao khách sạn Sheraton Saigon, Giám đốc khối Marketing - Truyền thông khu vực Việt Nam - Cambodia tập đoàn Marriott International
- Trần Thành Nam: Phó Tổng Giám đốc Tập đoàn Hoa Sen
- Nguyễn Hạo Sanh: Trưởng Bộ phận Tiếp thị Kỹ thuật số (Digital Marketing) tại Ngân hàng TMCP Nam Á
- Nguyễn Hoàng Hải: Giám đốc Kho bạc Nhà nước TP.HCM
- Đào Minh Chánh: Phó Giám đốc Sở Kế hoạch & Đầu tư TP.HCM
- Nguyễn Thị Thu Hiền: Giám đốc Sở Nội vụ tỉnh Tây Ninh
- Hoàng Vũ Thảnh: Chủ tịch UBND Thành phố Vũng Tàu
- Lê Thành Khang: Giám đốc Nhân sự Nestlé Việt Nam
- Lê Thảo Ngân: Trưởng phòng Kinh doanh Stavian Chemical Vietnam
- Đào Xuân Hoàng: Giám đốc Thu mua tại PepsiCo Foods Vietnam
- Phạm Thị Kim Dung: Founder & CEO Sen Vàng Entertainment
- Phương Anh Idol: Top 10 Vietnam Idol 2010